# 拉脱维亚中央统计局
拉脱维亚中央统计局是在拉脱维亚共和国经济部监督下运作的直属行政机构，是拉脱维亚国家统计工作的主要提供者和协调者。该机构负责组织拉脱维亚各州的统计工作，并负责通过收集从受访者那里收集的信息而获得可靠的数据。

## 历史
拉脱维亚国家统计局于1919年9月1日成立。拉脱维亚临时政府任命马尔格尔斯·斯库耶涅克斯作为第一任行政主管。他发表于1912年的著作《拉脱维亚的民族问题》被认为是当时分裂的拉脱维亚的第一个统计资料来源。从1921年起，该机构每年出版拉脱维亚文和法文的《拉脱维亚统计年鉴》。由于斯库耶涅克斯自1926年到1937年积极参与政治，机构安排沃尔德马尔斯·萨尔奈斯代理斯库耶涅克斯的工作。占领拉脱维亚后，国家统计局主任马尔格尔斯·斯库耶涅克斯被捕并被枪决，而该机构的最后一次统计“月报”发表于1940年7月。
在德国占领期间，统计数据收集工作由东区总督府当局进行，并将其数据汇编在出版物“东区结构报告”（德語：Strukturbericht über das Ostland）。1945年战争结束后，统计局被纳入苏联统计系统，其中大部分统计数据被视为机密。苏联时期的第一份统计数据汇编是1957年以拉脱维亚语和俄语出版的“拉脱维亚苏联国民经济”，仅供内部使用。1987年，拉脱维亚苏维埃社会主义共和国国家统计局更名为国家统计委员会。
拉脱维亚重获独立后，对国家统计制度进行了改革，1998年国家统计委员会更名为中央统计局。